# Tolyposporium evernium
Tolyposporium evernium är en svampart som beskrevs av Syd. 1939. Tolyposporium evernium ingår i släktet Tolyposporium och familjen Anthracoideaceae.   Inga underarter finns listade i Catalogue of Life.